# José María Caminero
José María Caminero, född 1782, död 1852, var president i den centrala regeringens junta på Dominikanska republiken, 5 juni-9 juni 1844.